# GZM-003
Das GZM-003 ist ein militärisches amphibisches Schwimmschnellbrücken- und Übersetzfahrzeug aus chinesischer Produktion, das in den 1990er-Jahren von Norinco entwickelt wurde.

## Entwicklungsgeschichte
Die chinesische GZM-003-Schwimmschnellbrücke basiert in weiten Teilen auf der sowjetischen PMM-2M, die in der Ukrainischen SSR beim damaligen Rüstungsbetrieb Waggonbau Krjukow hergestellt wurde. Nach dem Zerfall der Sowjetunion erfolgte eine Umstrukturierung des Herstellers weg von Rüstungsgütern, hin zum zivilen Waggonbau. Dies bedeutete das Aus für die Produktion der PMM-Fähren. Im Jahr 1993 signalisierte das Verteidigungsministerium der VR China Interesse am Erwerb zweier PMM-2M aus der Ukraine. Dies umfasste zusätzlich eine Ausbildung und Einführung für die Chinesen. Infolgedessen erfolgte die Nachkonstruktion der PMM-2M für die Volksbefreiungsarmee durch den chinesischen Rüstungsgiganten Norinco mit der Bezeichnung GZM-003, die mittlerweile für den Export freigegeben wurde.

## Technik
Die GZM-003 basiert auf einem Kettenfahrwerk aus chinesischer Produktion mit sechs gummibereiften Laufrollen. Im Marschkonfiguration sind die beiden an Scharnieren befestigten Pontons auf dem Fahrzeug übereinander eingeklappt. Beim Einfahren in Wasserflächen können sie nach außen umgeklappt werden. Es können mehrere GZM-003 gekoppelt oder einzeln operieren. Der Antrieb im Wasser erfolgt mittels zweier elektrisch betriebener Propeller, die das fahrzeug auf maximal 10 km/h beschleunigen können. Jede GZM-003-Fähre verfügt über klappbare Verladerampen, sodass ein Be- und Entladen von beiden Seiten möglich ist. Der Hersteller gibt an, dass es nur sechs Minuten dauert, um eine GZM-003-Einheit einsatzbereit zu machen. Die Kopplung zweier GZM-003 dauert acht Minuten, die Schwimmgeschwindigkeit der beiden gekoppelten Fähren beträgt hierbei neun km/h.

## Bilder

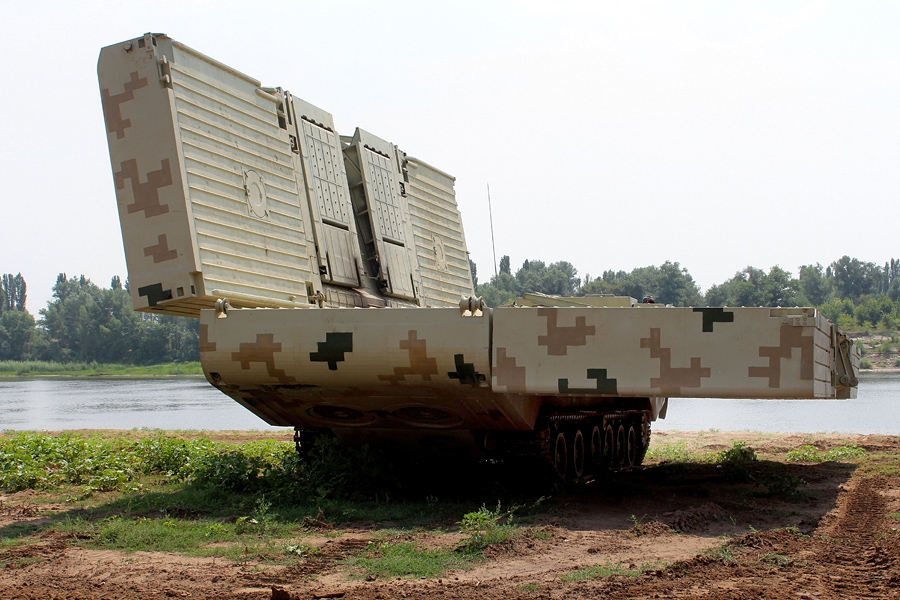
GZM-003 bei Ausklappen der Pontons (Rückansicht)
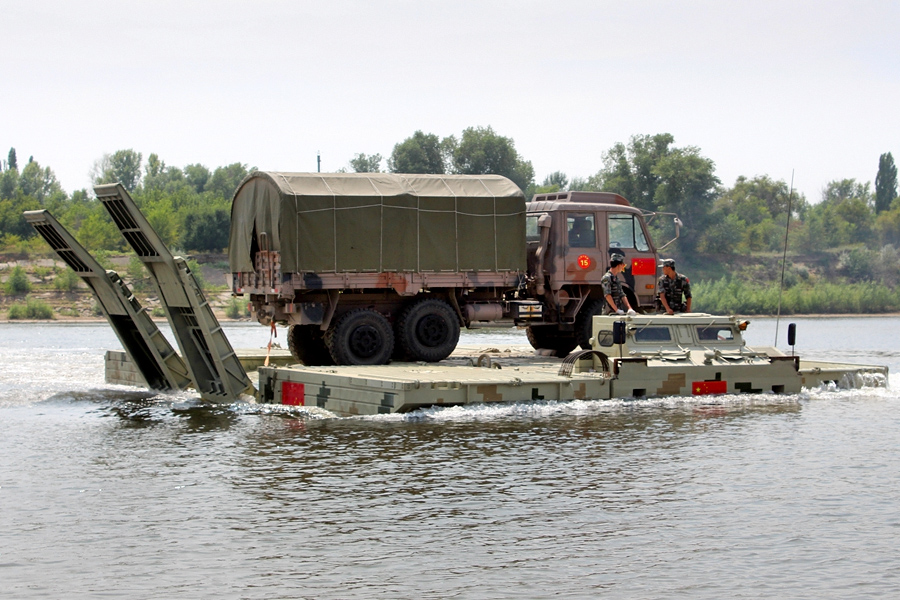
GZM-003 beim Übersetzen eines LKW